# Дмитрий Хохлов
Дмитрий Хохлов е бивш руски футболист. Играл е на поста опорен полузащитник. Бивш национал на Русия. Попадал е 6 пъти с 4 различни отбора в Списък „33 най-добри“.

## Кариера
Хохлов е юноша на Кубан – най-големият тим от родния му град Краснодар. Още от млад най-добрите му качества са мощните удари, добрата физика и умението да играе еднакво добре и с двата крака. През 1992 подписва професионален договор с Цска Москва. Успява да стане титуляр. Играе в центъра на полузащитата заедно с Владислав Радимов и Сергей Семак. През 1996 става част от групата играчи на Цска, които подписват с Торпедо Москва. Там играе 2 сезона. През 1998 става играч на ПСВ Айндховен. През 2000 става шампион на Холандия. Кариерата му продължава в Реал Сосеадад, които плащат за него 4,8 млн. на ПСВ. Участва на Мондиал 2002, като играе във всичките 3 мача от груповата фаза. През 2003 се завръща в Русия с екипа на Локомотив Москва. През 2004 става шампион на Русия в състава на „железничарите“. От 2006 е играч на ФК Динамо Москва. На 13 юли 2008 изиграва мач номер 400 в кариерата си.
През октомври 2010 Хохлов обявява, че ще се откаже от футбола след края на сезона. На 27 2010 ноември е награден с приз „Честна игра“.
Последният си мач изиграва на 28 ноември срещу Спартак. В този мач Хохлов вкарва и гол.
През август 2012 става временен треньор на Динамо Москва